# ネールント–ライス積分
数学におけるネールント–ライス積分（ネールント・ライスせきぶん、英: Nörlund–Rice integral）またはときにライス法 (Rice's method) は、函数の n-階前進差分を複素数平面上の線積分に関連付ける。そのようなものは、有限差分の理論に広く現れ、また二分木の長さを評価するものとして計算機科学およびグラフ理論においても応用される。名称はニールス・エリク・ネールントとステファン・オズワルド・ライスに因む。ネールントの貢献はこの積分を定義したこと、ライスの貢献はその値の評価に鞍点法を適用するのが有効であることを示したことである。

## 定義
函数 f の n-階前進差分は {\textstyle \Delta ^{n}[f](x)=\sum _{k=0}^{n}{n \choose k}(-1)^{n-k}f(x+k)} で与えられる（{\textstyle {n \choose k}} は二項係数）。
有理型函数 f のネールント–ライス積分は {\displaystyle \sum _{k=\alpha }^{n}{n \choose k}(-1)^{n-k}f(k)={\frac {n!}{2\pi i}}\oint _{\gamma }{\frac {f(z)}{z(z-1)(z-2)\cdots (z-n)}}{\mathit {dz}}} で与えられる。ただし、α は 0 ≤ α ≤ n なる整数とし、右辺の周回積分路は整数 α, …, n の位置にある極を囲むが、整数 0, …, α − 1 を囲まず f の極の何れにもならないものとする。オイラーのベータ函数 Β(a, b) を用いれば、この積分は {\displaystyle \sum _{k=\alpha }^{n}{n \choose k}(-1)^{k}f(k)=-{\frac {1}{2\pi i}}\oint _{\gamma }B(n+1,-z)f(z){\mathit {dz}}} とも書き直せる。
函数 f(z) が右半複素数平面上で多項式で抑えられる (polynomially bounded) ならば、積分路を右半平面の無限遠点まで拡張することができて、変換式を {\displaystyle \sum _{k=\alpha }^{n}{n \choose k}(-1)^{n-k}f(k)={\frac {-n!}{2\pi i}}\int _{c-i\infty }^{c+i\infty }{\frac {f(z)}{z(z-1)(z-2)\cdots (z-n)}}{\mathit {dz}}} と書き直せる。ここに定数 c は α の左側にある。

## ポワソン–メリン–ニュートン循環
Flajolet, Sedgewick & Regnie (1985)の注意するところによれば、ポワソン–メリン–ニュートン循環 (Poisson–Mellin–Newton cycle) は、ネールント–ライス積分がメリン変換に似ているのは偶然のことではなく、二項変換とニュートン級数の意味で関係することを見るものである。 この循環において、数列 {fn} に対応するポワソン母函数 {\textstyle g(t)=e^{-t}\sum _{n=0}^{\infty }f_{n}t^{n}} に対し、そのメリン変換 {\textstyle \varphi (s)=\int _{0}^{\infty }g(t)t^{s-1}{\mathit {dt}}} をとるとき、ネールント–ライス積分 {\displaystyle f_{n}={\frac {(-1)^{n}}{2\pi i}}\int _{\gamma }{\frac {\phi (s)}{\Gamma (-s)}}{\frac {n!}{s(s-1)\cdots (s-n)}}{\mathit {ds}}} の意味でもともとの数列が回復できる。ただし Γ はガンマ函数である。

## リース平均
リース平均の議論において近い関連を持つ積分がしばしば生じる。ごく粗く述べれば、ペロンの公式がメリン変換に関係するのと同じ仕方で（無限級数を扱う代わりに有限級数を扱って）、リース平均にネールント–ライス積分が関係する。

## 有用性
これら種類の級数に対する積分表示に興味がもたれるのは、積分が漸近展開や鞍点法で評価できることが多いためである。対照的に、前進差分級数は、二項係数が n が大きくなれば急激に増大するため、数値的評価が極めて難しい。